# Enganyapastors argus
L'enganyapastors argus (Eurostopodus argus) és una espècie d'ocell de la família dels caprimúlgids (Caprimulgidae) que habita boscos àrids i matolls d'Austràlia a excepció d'una zona que va des del centre de Queensland cap al sud fins al sud-est d'Austràlia Meridional.